# The Deuce - La via del porno
The Deuce - La via del porno (The Deuce) è una serie televisiva statunitense creata da David Simon e George Pelecanos per HBO.
Ambientata a New York tra gli anni settanta e gli anni ottanta, la serie racconta della legalizzazione dell'industria pornografica e della sua successiva diffusione in un periodo storico in cui l'HIV si sta rapidamente diffondendo e il traffico di cocaina genera continue ondate di violenza.

## Trama
Anni settanta, New York: la diffusione di prostituzione e droga genera continue ondate di violenza. Due fratelli gemelli, Vincent e Frankie Martino, si ritrovano a lavorare per la mafia italo-americana nell'area di Times Square dove lavora anche "Candy", una professionista del sesso che vede nell'industria del porno da poco legalizzata una nuova fonte di guadagno.

## Episodi
| Stagione         | Episodi | Prima TV USA | Prima TV Italia |
| ---------------- | ------- | ------------ | --------------- |
| Prima stagione   | 8       | 2017         | 2017            |
| Seconda stagione | 9       | 2018         | 2018            |
| Terza stagione   | 8       | 2019         | 2019            |

## Personaggi e interpreti

### Personaggi principali
- Vincent Martino e Frankie Martino (stagioni 1-3), interpretati da James Franco, doppiato da Massimiliano Manfredi.
Due fratelli gemelli che operano nell'area di Times Square per conto della mafia.
- Eileen "Candy" Merrell (stagioni 1-3), interpretata da Maggie Gyllenhaal, doppiata da Barbara De Bortoli.
Una professionista del sesso che decide di entrare nell'emergente industria pornografica.[2]
- Larry Brown (stagioni 1-3), interpretato da Gbenga Akinnagbe.
Un pappone violento e intimidatorio.[3]
- Bobby Dwyer (stagioni 1-3), interpretato da Chris Bauer.
Cognato di Vincent e Frankie, lavora caposquadra in un'azienda edile.[3]
- C.C. (stagioni 1-3), interpretato da Gary Carr.[1]
- Paul Hendrickson (stagioni 1-3), interpretato da Chris Coy.
Amico di Vincent, è un barista che decide di seguire le sue ambizioni personali nell'emergente comunità LGBT.[4]
- Darlene (stagioni 1-2, guest stagione 3), interpretata da Dominique Fishback.
Una giovane prostituta che cerca di sopravvivere in strada sotto il controllo di un violento protettore.[5]
- Chris Alston (stagioni 1-3), interpretato da Lawrence Gilliard Jr..
Un agente di polizia del NYPD.[5]
- Abigail "Abby" Parker (stagioni 1-3), interpretata da Margarita Levieva, doppiata da Francesca Manicone.
Una studentessa universitaria che stringe una relazione con Vincent.[5]
- Lori (stagioni 1-3), interpretata da Emily Meade.[1]
Giovane ragazza appena arrivata a New York dal Minnesota.
- Sandra Washington (stagione 1), interpretata da Natalie Paul.
Una reporter che indaga sull'industria pornografica di Times Square.[6]
- Rudy Pipilo (stagioni 1-3), interpretato da Michael Rispoli.
Un uomo della famiglia Gambino che supervisiona le operazioni della mafia nell'industria pornografica.[6]
- Gene Goldman (stagioni 2-3), interpreta to da Luke Kirby.
 Funzionario dell'amministrazione Koch.
- Dorothy Spina / "Ashley" (ricorrente stagione 1, stagione 2), interpretata da Jamie Neumann.
Ex prostituta che lavorava per C.C., divenuta un'attivista che aiuta Abby.
- Harvey Wasserman (ricorrente stagioni 1-2, stagione 3), interpretato da David Krumholtz.
Regista di film pornografici brillante e intelligente che fa da mentore ad Eileen.
- Melissa/Margaret Ross (ricorrente stagioni 1-2, stagione 3), interpretata da Olivia Luccardi.
Una prostituta che lavorava per Reggie Love e in seguito per C.C. prima di unirsi all'industria del porno.
- Loretta (ricorrente stagioni 1-2, stagione 3), interpretata da Sepideh Moafi.
Una prostituta che lavora per Larry Brown.[7]
- Tommy Longo (ricorrente stagioni 1-2, stagione 3), interpretato da Daniel Sauli.
Un esattore della mafia in affari con i fratelli Martino e collega di Rudy Pipilo.[7]

### Personaggi ricorrenti
- Ruby "cosce tuonanti", interpretata da Pernell Walker.
Una lavoratrice del sesso ostinata che incarna la sua estetica eterodossa e lavora per sopravvivere, piuttosto che a provocare il sensazionalismo.
- Rodney, interpretato da Method Man.
Un pappone.
- Reggie Love, interpretato da Tariq Trotter.
Un pappone.
- Danny Flanagan, interpretato da Don Harvey.
Poliziotto di pattuglia di New York.
- Big Mike, interpretato da Mustafa Shakir.
Un uomo imponente che lavora per Vincent.[4]
- Leon, interpretato da Anwan Glover, doppiato da Alessandro Messina.
Proprietario di una tavola calda.[1]
- Andrea, interpretata da Zoe Kazan.
Moglie di Vincent.[8]
- Carmine Patriccia, interpretato da James Ciccone.
Un sottocapo della mafia che opera di Mulberry Street.
- Matthew Ianniello, interpretato da Garry Pastore.
Caporegime della famiglia Genovese che controlla l'industria del porno di Times Square tra gli anni settanta e ottanta.
- Joan Merrell, interpretata da Carolyn Mignini.
Madre di Candy che vive nei sobborghi.
- Adam, interpretato da Finn Robbins.
Figlio di Candy che vive con la nonna.
- Carlos, interpretato da Gino Vento.
Autista e guardia del corpo di Rudy Pipilo.
- Todd Lang, interpretato da Aaron Dean Eisenberg.
Un attore in cerca di successo che per mantenersi recita in alcuni film pornografici.
- Haddix, interpretato da Ralph Macchio.
Un agente di polizia che controlla la zona di Times Square.[9]
- Russell, interpretato da Jim Parrack.
- Kenneth, interpretato da Michael Stahl-David.
Compagno di Paul

## Produzione
Nel giugno 2015 David Simon, noto per le serie televisive The Wire e Treme, annunciò di essere al lavoro su una nuova serie televisiva insieme a George Pelecanos. Nell'agosto 2015 la HBO ordinò la produzione dell'episodio pilota, con James Franco nel ruolo del protagonista e Michelle MacLaren come regista. Nel gennaio 2016 il canale ordinò ufficialmente la serie.
Il 19 settembre 2017, HBO ha rinnovato la serie per una seconda stagione. Il 20 settembre 2018, HBO ha rinnovato la serie per una terza e ultima stagione.

## Distribuzione
La serie, composta da 8 episodi, ha debuttato su HBO il 10 settembre 2017. Il primo episodio della serie venne inoltre pubblicato online in anteprima per gli iscritti ai servizi HBO NOW, HBO GO, HBO On Demand.
In Italia va in onda dal 24 ottobre 2017 su Sky Atlantic.

## Accoglienza
La serie è stata acclamata dalla critica. Sull'aggregatore di recensioni Rotten Tomatoes registra un indice di gradimento del 97% con un voto medio di 8.58 su 10 basato su 33 recensioni. Su Metacritic, invece ha ottenuto un punteggio di 85 su 100 basato su 29 recensioni.